# Nyitrai borvidék

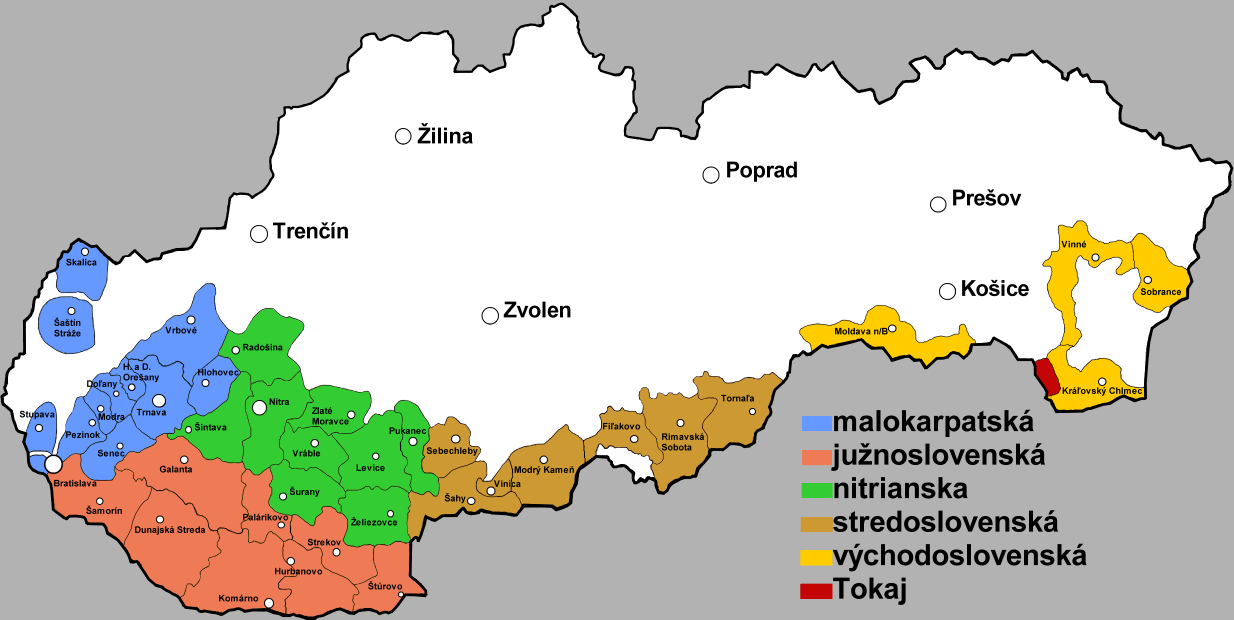
Szlovákia borvidékei

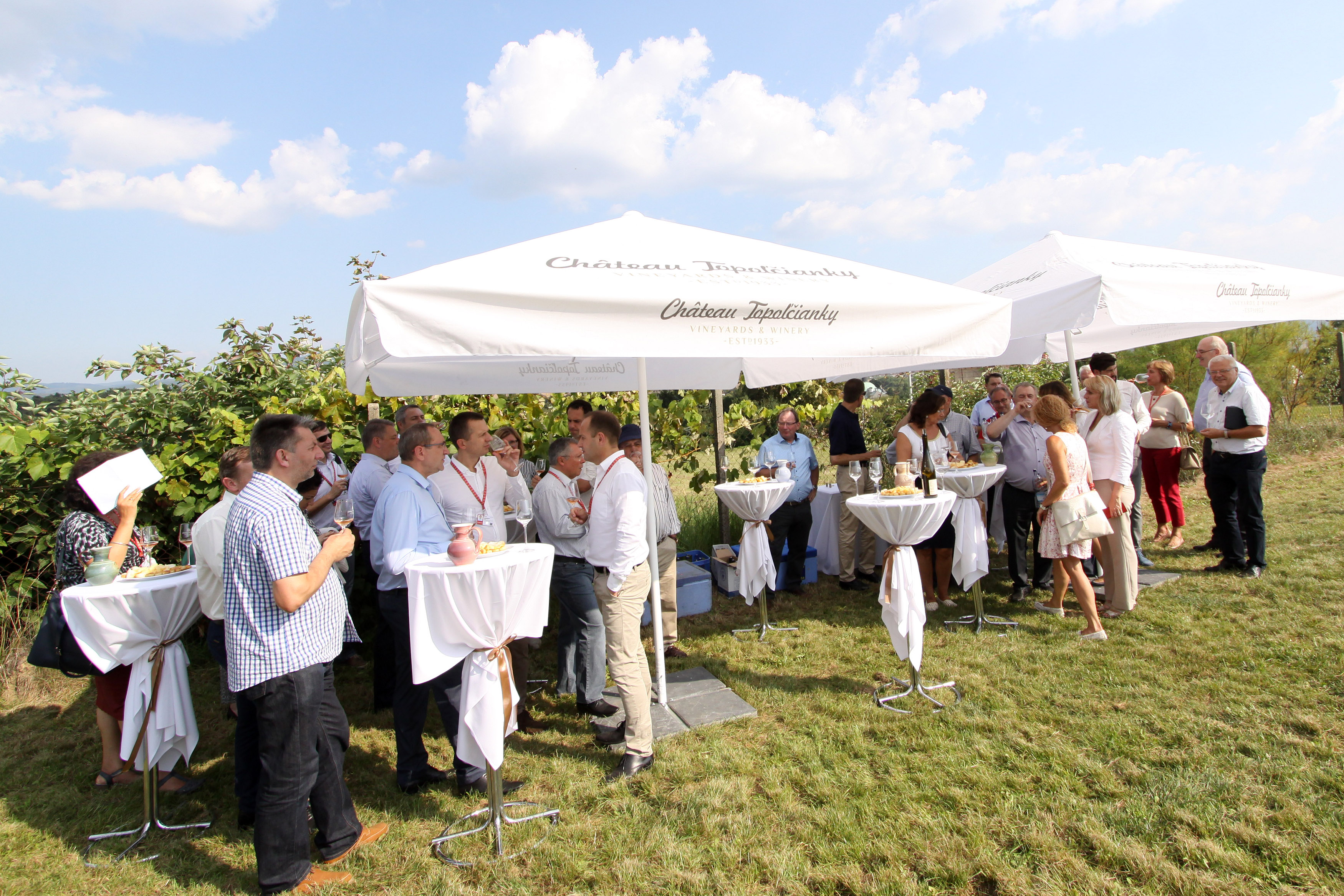
Borkóstolás 2016. szeptember 12-én

A nyitrai Szlovákia hat borvidékének egyike. Falvai, szőlőhegyei szigetszerűen helyezkednek el a névadó város körül. Központja Kistapolcsányban van.
Területén több mint tízezer hektáron termelnek szőlőt. Leghíresebb pincészete a borvidék központjában működő Chateau Topoľčianky.  Mindezek dacára hivatalos termőterülete mindössze 3900 hektár.

## Története
1742-ben a Zichy család a horvát származású Keglevich Ádámnak adta el a falut. A Keglevich családdal számos dalmát telepes is érkezett, akik fellendítették a zöldség- és gyümölcstermesztést, a szőlőtermesztést, a bor- és sörfőzést.
1933-ban készült el az első palack Chateau Topoľčianky. Gyorsan olyan népszerűvé vált, hogy a márkanevet 1947-ben az Amerikai Egyesült Államokba is kivitték. A szocialista tervgazdaság azonban nem kedvezett a minőségi termelésnek. A márka átmenetileg megszűnt, és csak 1993-ban született újjá, amikor a pincék ismét magánkezébe kerültek — korábban mind a négy új tulajdonosa a Víno Nitra borüzemben dolgozott. Eleinte nem volt saját szőlejük. és szőlőterületeket alakítottak ki négy részen.
2001-ben a dél-szlovákiai borv8déken megvásárolták a párkányi részleget, és szőlőültetvényeket alakítottak ki négy részen, összesen 280 ha-on. Marcellházán és Madaron különböző szőlészeti cégeket, kft.-t hoztak létre. Nyitrai és a Kistapolcsány határában 160 ha szőlőt vásároltak meg. Ültetvényeiket maximálisan gépesítik.
A régi borász technológiát nyugati (francia) mintára cserélték. Vörösbor készítéséhez övék Szlovákia legnagyobb hordós pincéje. Termékválasztékuk azonban túl széles ahhoz, hogy egy-egy
boruk igazán kiváló lehessen — a legelismertebbek a cég nevével azonos néven for4galmazott édes boraik. Termékeiket — a különböző borpárlatoktól a túlnyomórészt a szlovák borpiacon, a legnagyobb hiper-és szupermarketek üzletláncaiban értékesítik, de a borszaküzletekben is megtalálhatók. Olaszországba és Csehországba exportálnak is, emellett az angliai piacra is próbálnak betörni. Üzleti stratégiájuk azon alapja a minőség. A társaság jelenleg több mint 500 ha-on, a nyitrai és a dél-szlovákiai borvidék különleges adottságú területein gazdálkodik.

## Szőlőfajták
A legjobb mustfajták közé tartoznak:
- fehér burgundi (Burgundské biele),
- szürke burgundi (Burgundské sivé),
- Chardonnay,
- Sauvignon,
- Feteasca regala;

a kék fajtákból:
- Cabernet Sauvignon és
- kékfrankos (Frankovka modrá).

Karakteres fajták még:
- vörös tramini (Tramín červený),
- Zöld veltelini (Veltlínske zelené),
- Müller Thurgau és
- Szent Lőrinc (Svätovavrinecké)[5]

## Borai
Kistapolcsány legfontosabb üzeme a szőlőfeldolgozó és borüzem (Vinárske závody Topolčianky s.r.o.); ez az ország legnagyobb borgazdasága évi ötmillió liter borral. Boraira a harmonikus savszerkezet és a teltebb érzet a jellemző, de a speciális mikroklímák ezt jelentősen felülírhatják.
A szabályozott erjesztéssel nehéz és desztillált borokat készítenek, amelyek tökéletesen képviselik eredetük „terroir“-ját. A vörösborok nagyobb részét klasszikus nagy fahordókban érlelik, a minőségi fehér borok rozsdamentes hordókban várakoznak. Jelenleg a Chateau Topoľčianky borászat az első köztársaság idejébe visszanyúló, finoman felélesztett hagyomány tökéletes képviselője. Az évi több mint hat millió üveg gyártásával Szlovákia vezető bortermelői közé tartozik.

## Érdekesség
Itt található Szlovákia egyetlen sikeresen fennmaradt termelőszövetkezete.